# Megacormus xichu
Espèce
Megacormus xichu est une espèce de scorpions de la famille des Euscorpiidae.

## Distribution
Cette espèce est endémique du Guanajuato au Mexique. Elle se rencontre vers Xichú.

## Description
Le mâle holotype mesure 21,3 mm, les mâles mesurent de 21,3 à 25,5 mm et les femelles de 28,6 à 21,0 mm.

## Étymologie
Son nom d'espèce lui a été donné en référence au lieu de sa découverte, Xichú.

## Publication originale
- González-Santillán, González-Ruíz & Escobedo-Morales, 2017 : A new species of Megacormus (Scorpiones, Euscorpiidae) from an oak-pine forest in Guanajuato, México with an identification key to the species in the genus. Zootaxa, no 4299(2), p. 221-237.